# Tungkap
Tungkap – wieś (desa) w kecamatanie Binuang, w kabupatenie Tapin w prowincji Borneo Południowe w Indonezji.
Miejscowość ta leży przy drodze Jalan Ahmad Yani, łączącej Banjarbaru z Rantau.